# Нигер на Олимпијским играма
Нигер се први пут појавио на Олимпијским играма 1964. године и од тада само је два пута пропустио учешће Летњим олимпијским играма одржане 1976. и 1980. године.
На Зимске олимпијске игре Нигер никада није слао своје представнике. Представници Нигера закључно са Олимпијским играма одржаним 2016. године у Рио де Женеиру су освојили само две олимпијске медаљу и то бронзану у боксу на играма у одржаним 1972. године у Минхену, а другу после 44 године 1916. у Рио де Женеиру. 
Национални олимпијски комитет Нигера (Comité Olympique et Sportif National du Nigér) је основан 1964. а признат од стране МОК исте године.

## Медаље

### Учешће и освојене медаље на ЛОИ
| Учешће и освојене медаље Нигера на ЛОИ |                       |                       |                       |                       |                       |                       |                       |                       |                       |         |
| ЛОИ                                    | Носилац заставе       | Учешће                | Муш.                  | Жене                  | Спорт                 | Злато                 | Сребро                | Бронза                | Укупно                | Пласман |
| 1964. Токио                            |                       | 1                     | 1                     | 0                     | 1                     | 0                     | 0                     | 0                     | 0                     |         |
| 1968. Мексико Сити                     |                       | 2                     | 2                     | 0                     | 1                     | 0                     | 0                     | 0                     | 0                     |         |
| 1972. Минхен                           | Исака Даборе          | 4                     | 4                     | 0                     | 1                     | 0                     | 0                     | 1                     | 1                     | 43—48   |
| 1976. Монтреал                         | Нигер није учествовао | Нигер није учествовао | Нигер није учествовао | Нигер није учествовао | Нигер није учествовао | Нигер није учествовао | Нигер није учествовао | Нигер није учествовао | Нигер није учествовао |         |
| 1980. Москва                           | Нигер није учествовао | Нигер није учествовао | Нигер није учествовао | Нигер није учествовао | Нигер није учествовао | Нигер није учествовао | Нигер није учествовао | Нигер није учествовао | Нигер није учествовао |         |
| 1984. Лос Анђелес                      | Бубагар Сумана        | 4                     | 4                     | 0                     | 2                     | 0                     | 0                     | 0                     | 0                     |         |
| 1988. Сеул                             |                       | 6                     | 6                     | 0                     | 2                     | 0                     | 0                     | 0                     | 0                     |         |
| 1992. Барселона                        |                       | 3                     | 3                     | 0                     | 1                     | 0                     | 0                     | 0                     | 0                     |         |
| 1996. Атланта                          | Абду Манзо            | 3                     | 2                     | 1                     | 1                     | 0                     | 0                     | 0                     | 0                     |         |
| 2000. Сиднеј                           | Mamane S Ani Ali      | 4                     | 2                     | 2                     | 2                     | 0                     | 0                     | 0                     | 0                     |         |
| 2004. Атина                            | Abdou Alassane Dji Bo | 4                     | 3                     | 1                     | 3                     | 0                     | 0                     | 0                     | 0                     |         |
| 2008. Пекинг                           | Мохамед Алусени       | 4                     | 2                     | 2                     | 2                     | 0                     | 0                     | 0                     | 0                     |         |
| 2012. Лондон                           | Мустафа Има           | 6                     | 4                     | 2                     | 5                     | 0                     | 0                     | 0                     | 0                     |         |
| 2016. Рио де Женеиро                   | Абдул Разак Исуфу     | 6                     | 4                     | 2                     | 4                     | 0                     | 1                     | 0                     | 1                     | 69—73   |
| 2020. Токио                            |                       |                       |                       |                       |                       |                       |                       |                       |                       |         |
| 2024. Париз                            |                       |                       |                       |                       |                       |                       |                       |                       |                       |         |
| 2028. Лос Анђелес                      | предстојећи догађај   |                       |                       |                       |                       |                       |                       |                       |                       |         |
| 2032. Бризбејн                         | предстојећи догађај   |                       |                       |                       |                       |                       |                       |                       |                       |         |
| Укупно (11)                            |                       | 47                    | 37                    | 10                    |                       | 0                     | 1                     | 1                     | 2                     |         |

### Преглед учешћа спортиста и освојених медаља Авганистана по спортовима на ЛОИ
Стање после ЛОИ 2012.
| Спорт      | Период | Период   | Укупно | Мушки | Жене |   |   |   |   |
| Спорт      | Прво   | Последње | Укупно | Мушки | Жене |   |   |   |   |
| ---------- | ------ | -------- | ------ | ----- | ---- | - | - | - | - |
| Атлетика   | 1984   | 2016     | 18     | 12    | 6    | 0 | 0 | 0 | 0 |
| Бокс       | 1964.  | 2012     | 11     | 11    | 0    | 0 | 0 | 1 | 1 |
| Веслање    | 2012.  | 2012.    | 1      | 1     | 0    | 0 | 0 | 0 | 0 |
| Пливање    | 2000.  | 2016.    | 8      | 4     | 4    | 0 | 0 | 0 | 0 |
| Теквондо   | 2016   | 2016     | 1      | 1     | 0    | 0 | 1 | 0 | 1 |
| Џудо       | 2004.  | 2016     | 3      | 3     | 0    | 0 | 0 | 0 | 0 |
| Укупно (6) |        |          | 42     | 32    | 10   | 0 | 0 | 2 | 2 |

Разлика у горње две табеле од 5 учесника (5 мушкараца) настала је у овој табели јер је сваки спортиста без обриза колико је пута учествовао на играма и у колико разних дисциплина и спортова на истим играма рачунат само једном.

### Освајачи медаља на ЛОИ
| #  | Медаља | Такмичар(и)       | ЛОИ                  | Спорт    | Дисциплина |
| -- | ------ | ----------------- | -------------------- | -------- | ---------- |
| 1. | Сребро | Абдул Разак Исуфу | 2016. Рио да Женеиро | Теквондо | +83 кг.    |
| 1. | Бронза | Исака Даборе      | 1972. Минхен         | Бокс     | - 67 кг.   |

### Зимске олимпијске игре
Нигер није никад учествовао на Зимским олимпијским играма.

### Освојене медаље на ОИ
После  ЛОИ 2016. (Рио де Женеиро,  Бразил) 
| Освојене медаље на ОИ |       |        |        |        |
| ОИ                    | Злато | Сребро | Бронза | Укупно |
| ЛОИ                   | 0     | 1      | 1      | 2      |
| ЗОИ                   | 0     | 0      | 0      | 0      |
| Укупно                | 0     | 1      | 1      | 2      |

## Занимљивости
- Најмлађи учесник: Нафисату Адаму, 14 година и 311 дана Атланта 2000. пливање
- Најстарији учесник: Амаду Исака, 35 година и 26 дана Лондон 2012. веслање
- Највише медаља: 2 х 1 Исака Даборе (1972) и  Абдул Разак Исуфу (2016.)
- Прва медаља: Исака Даборе бокс
- Прво злато: -
- Највише учешћа: 3 Исака Даборе (1964. 1968. и 1972)
- Најбољи пласман на ЛОИ: 1972. Минхен, 43-48 место
- Најбољи пласман на ЗОИ: -